# Азербејџан на Европском првенству у атлетици у дворани 2011.
Азербејџан је учествовао на 31. Европском првенству у дворани 2011. одржаном у Паризу, Француска, од 4. до 6. марта. Ово је било пето европско првенство у дворани од 2000. године када је Азербејџан први пут учествовао, пропустио је првенство одржано 2005. Репрезентацију Азербејџана представљало је троје такмичара (2 мушкарца и 1 жена) који су се такмичили у три дисциплине.
На овом првенству Азербејџан је делио 12 место по броју освојених медаља са 1 златном и 1 бронзаном медаљом. У табели успешности према броју и пласману такмичара који су учествовали у финалним такмичењима (првих 8 такмичара) Азербејџан је са 2 учесником у финалу делио 15. место са 13 бодова.
Медаља Хајле Ибрахимова, је прва медаља за Азербејџан на Европским првенствима у дворани.
Лајес Абдулајева је била 4. али је касније дисквалификацијом другопласиране Олесије Сиреве и помераљн такмичарки за једно место освојила 3 место и бронзану медаљу. То је прва женска медаља Азербејџана на Европским првенствима у дворани.

## Учесници
| Мушкарци: - Руслан Абасов — 60 м - Хајле Ибрахимов — 3.000 м | Жене: - Лајес Абдулајева — 3.000 м |  |

## Освајачи медаља (1)

### Злато (1)
- Хајле Ибрахимов — 3.000 м

### Бронза (1)
- Лајес Абдулајева — 3.000 м

## Резултати

### Мушкарци
| Атлетичар       | Дисциплина | Лични рекорд | Квалификације | Квалификације | Полуфинале           | Полуфинале           | Финале               | Финале       | Детаљи                                 |
| Атлетичар       | Дисциплина | Лични рекорд | Резултат      | Место         | Резултат             | Место                | Резултат             | Место        | Детаљи                                 |
| --------------- | ---------- | ------------ | ------------- | ------------- | -------------------- | -------------------- | -------------------- | ------------ | -------------------------------------- |
| Руслан Абасов   | 60. м      | 6,70         | 6,77 ЛРС      | 6 у гр. 3     | Није се квалификовао | Није се квалификовао | Није се квалификовао | 25 / 35 (36) | Архивирано на веб-сајту (16. јул 2011) |
| Хајле Ибрахимов | 3.000 м    | 7:42,54 НР   | 8:00,36       | 1. у гр. 2 ЌВ |                      |                      | 7:53,32              |              | Архивирано на веб-сајту (29. јул 2012) |

### Жене
| Атлетичарка      | Дисциплина | Лични рекорд | Квалификације | Квалификације | Полуфинале | Полуфинале | Финале      | Финале | Детаљи |
| Атлетичарка      | Дисциплина | Лични рекорд | Резултат      | Место         | Резултат   | Место      | Резултат    | Место  | Детаљи |
| ---------------- | ---------- | ------------ | ------------- | ------------- | ---------- | ---------- | ----------- | ------ | ------ |
| Лајес Абдулајева | 3.000 м    | 8:49,65 НР   | 9:00,80       | 1 у гр. 2 КВ  |            |            | 9:00,37 ЛРС |        |        |